# Andreas Triebel
Andreas Triebel (* 18. September 1943; † 6. Mai 1981) war ein deutscher Fußballspieler.

## Werdegang
Der Torwart Andreas Triebel wechselte im Jahre 1963 vom BV Werther aus der Bezirksklasse zum Regionalligisten Arminia Bielefeld, wo er zunächst Reservist hinter Friedhelm Renno und Wolfgang Schlichthaber war. Ab 1965 war er Stammspieler in der Regionalliga West, bevor er drei Jahre später selbst von Gerd Siese verdrängt wurde. Er wurde 1965/66 und 1967/68 in jeweils einem Spiel im DFB-Pokal eingesetzt. Mit der Arminia stieg Triebel im Jahre 1970 in die Bundesliga auf und stand als Torhüter im Bundesligakader, blieb jedoch in der Saison 1970/71 ohne Einsatz. Triebel wechselte daraufhin zum Amateurverein FC Stukenbrock. Er absolvierte insgesamt 120 Regionalligaspiele. Andreas Triebel starb 1981.